# Cryptaphis garhwalensis
Cryptaphis garhwalensis är en insektsart. Cryptaphis garhwalensis ingår i släktet Cryptaphis och familjen långrörsbladlöss. Inga underarter finns listade i Catalogue of Life.